# Karel Bulíř (lékař, 1868)
Karel Bulíř (7. srpna 1868 Praha – 22. dubna 1939 tamtéž) byl český lékař a popularizátor zdravotnických poznatků. Působil v Chorvatsku, v Heřmanově Městci a v letech 1903–1932 jako okresní lékař v Praze. Založil a redigoval stavovský časopis Zájmy lékařské (1907–1916), byl členem redakční rady Zdraví lidu (1908), v týdeníku Národní obzor vedl rubriku „Lékařská hlídka“. Přispíval i do dalších periodik. Vydal několik popularizačních spisů o zdraví (např. Souchotiny a Lidový slovník zdravotní) a řadu dalších přeložil z němčiny, srbštiny a francouzštiny.

## Život
Narodil se 7. srpna 1868 v Praze v domě čp. 321-II jako syn veřejně činného učitele Karla Bulíře (1840-1917) a jeho manželky Antonie. Studoval na českém reálném gymnáziu v Praze a později na české lékařské fakultě. 19. února 1894 ho profesor Ivan Horbaczewski promoval na doktora medicíny.
Působil nejprve jako obvodní lékař v Chorvatsku (obec Plaški). Roku 1899 získal místo obvodního lékaře v Heřmanově Městci. 3. listopadu 1903 ho pražská městská rada jmenovala městským okresním lékařem, společně s MUDr. Jiřím Turinským.
V rámci své funkce například prováděl očkování proti neštovicím, pomáhal zraněným, těžce nemocným, duševně postiženým a sociálním případům, byl volán k sebevraždám a náhlým úmrtím. K jeho pacientům ale občas patřily i významné osobnosti — například roku 1915 ošetřoval herečku Laudovou, která se zranila během představení, a v roce 1931 spisovatele Antala Staška. V prosinci 1918 byl jedním z lékařů, kteří drželi zdravotní službu během slavnostního uvítání T. G. Masaryka při příjezdu z exilu.
Byl také veřejně činný. V březnu 1907, v přípravě na volby do Říšské rady, založil a v následujících letech redigoval Zájmy lékařské, měsíčník věnovaný stavovským otázkám a úpravě sociálních poměrů českých lékařů. V úvodníku prvního čísla vyjmenoval některé problémy, které tehdy lékaře tížily: netečnost české veřejnosti k lékařům, penzijní otázky, organizace školní zdravotní péče, nesplacené pohledávky, vztah lékařů k nemocenským pokladnám, dělba práce mezi praktickými a odbornými lékaři, bezplatné léčení na univerzitních klinikách, nedostatky některých zákonů a úředních postupů a nakonec utiskování lékařů pod různými pláštíky pseudohumanity. Časopis vycházel pod Bulířovým vedením do konce roku 1916, pak bylo jeho vydávání přerušeno a už neobnoveno.
V září 1907 kandidoval jako náhradník do české sekce Lékařské komory pro království České. Roku 1917 byl zvolen do výboru ochranného sboru. V letech 1925 a 1926 (a zřejmě i jindy) byl zvolen jako náhradník do dozorčí rady nakladatelského družstva Máj. Roku 1915 vložil 500 korun na válečnou půjčku.
Vedle toho se průběžně věnoval popularizaci zdravotních poznatků. Například roku 1909 pořádal hygienický kurs pro učitelky mateřských škol, matky a soukromé vychovatelky. Především ale publikoval články, knihy a překlady, v nichž přibližoval zdravotnické poznatky široké veřejnosti. Více viz sekci Dílo.
Roku 1932 odešel na vlastní žádost na zasloužený odpočinek.
Zemřel 22. dubna 1939 v Praze po krátké nemoci. Pohřben byl o tři dny později na Olšanech do rodinné hrobky. Byl vzpomínán jako lékař — lidumil, který obětavě sloužil svému povolání.

## Dílo
MUDr. Karel Bulíř se soustředil na popularizaci zdravotnických poznatků prostřednictvím původních knih, článků a překladů. Knižně vyšly např.:

### Původní práce
- Těhotenství, porod a šestinedělí (1903)[36]
- Nové příspěvky k boji proti alkoholismu : Vybr. kapitoly z IX. mezinár. sjezdu proti alkoholismu (1905). Pochvalnou recenzi na tuto knihu zveřejnil dr. Duchoslav Panýrek v časopise Máj.[37]

- O chorobách ledvin (1906)
- Bolesti hlavy, migréna a neuralgie (1907)
- Souchotiny : [Tuberkulosa] : O příčinách, podstatě, rozšíření a léčbě nemoci té (1907)
- Lidový slovník zdravotní : rádce o věcech lékařských ve zdraví i v nemoci (1910)
- Mor : [Černá smrt] : Dějiny, podstata a ráz nemoci této, jakož i obranná opatření (1911)
- Nemoci nakažlivé : Jak si počínati, abychom se uchránili od všeliké nákazy vůbec (1914)

### Překlady
- Milan Jovanović-Batut: Žena těhotná (1901, předmluva: Václav Rubeška)
- Milan Jovanović-Batut: Abeceda zdraví a nemoci (1901)
- Milan Jovanović-Batut: Porod a šestinedělí (1901)
- Jelica Belović-Bernadzikowska: Co víla vyprávěla : sbírka národních povídek a pověstí jihoslovanských (1902)
- Alain Fournier: Našim synům, když dospívají osmnáctého roku : několik rad lékařských (1906)
- Moritz Scheber: Lékařský tělocvik domácí (1907)

### Články v časopisech
Bulíř založil a redigoval Zájmy lékařské (1907-1916, viz výše). Byl také členem redakční rady měsíčníku Zdraví lidu v jeho prvním ročníku (1907-1908); tento časopis pod vedením Duchoslava Panýrka informoval širší kruhy o pokrocích v medicině a boji proti alkoholismu, tuberkulóze, pohlavním chorobám a fušerství, se zvláštním důrazem na zdraví mládeže. Od roku 1906 byl spolupracovníkem týdeníku Národní obzor, kde se zaměřil na zdravotnictví a kosmetiku a vedl rubriku „Lékařská hlídka“.
Vedle toho byl autorem řady popularizačních článků v jiných periodicích, např.:
- Americké ovoce v naší říši (Hospodářský list 1900)[40]
- Alkohol a umění (Besedy Času 1905)[41]
- X. mezinárodní sjezd proti alkoholismu v Pešti (Národní listy 1905)[42]
- Jen ne řezat! (Světozor 1908)[43]
- O barvení vlasů (Česká hospodyně 1909)[44]
- Když dívky ze školy vystupují… (Česká hospodyně 1912)[45]
- Podmáslí — dobrá strava pro kojence (Milotický hospodář 1912)[46]

## Rodina a příbuzenstvo
- Otec Karel Bulíř (1840-1917) byl známý učitel, dlouholetý ředitel pokračovacích (učňovských) škol v Praze, funkcionář a redaktor Besedy učitelské, autor učebnic a knih pro mládež.[34][47]
- Dr. Karel Bulíř se 1. listopadu 1896 v chorvatské obci Plaški oženil s Boženou Jelínkovou (1870-??). Měli spolu děti:[4]
  - Karel Bulíř (1897-1962) se rovněž stal lékařem a popularizátorem.[48]
  - Jaromír Bulíř (1900-1971) byl lékař-pediatr,[49] asistent dětské kliniky v Praze[50] s vlastní ordinací např. na Kozím náměstí[51] a ve Spálené ulici.[52]